# Alto de la Estancia
Alto de la Estancia is een plaats (lugar poblado) in de gemeente (distrito) Antón (provincie Coclé) in Panama. In 2010 was het inwoneraantal 920. 